# Макнейр (Вірджинія)
Макнейр (англ. McNair) — переписна місцевість (CDP) в США, в окрузі Ферфакс штату Вірджинія. Населення — 21 598 осіб (2020).

## Географія
Макнейр розташований за координатами 38°57′8″ пн. ш. 77°24′50″ зх. д. / 38.95222° пн. ш. 77.41389° зх. д. (38.952142, -77.413992).  За даними Бюро перепису населення США в 2010 році переписна місцевість мала площу 5,34 км², з яких 5,30 км² — суходіл та 0,05 км² — водойми.

## Демографія
Згідно з переписом 2010 року, у переписній місцевості мешкало 17 513 осіб у 7354 домогосподарствах у складі 4332 родин. Густота населення становила 3278 осіб/км².  Було 7823 помешкання (1464/км²).
Расовий склад населення:
| - 40,5 % — азіатів - 36,3 % — білих - 14,9 % — чорних або афроамериканців - 0,3 % — корінних американців - 4,0 % — осіб інших рас |

До двох чи більше рас належало 4,0 %. Частка іспаномовних становила 10,2 % від усіх жителів.
За віковим діапазоном населення розподілялося таким чином: 23,3 % — особи молодші 18 років, 73,4 % — особи у віці 18—64 років, 3,3 % — особи у віці 65 років та старші. Медіана віку мешканця становила 31,0 року. На 100 осіб жіночої статі у переписній місцевості припадало 100,9 чоловіків;  на 100 жінок у віці від 18 років та старших — 100,9 чоловіків також старших 18 років.
Середній дохід на одне домашнє господарство  становив 117 799 доларів США (медіана — 106 098), а середній дохід на одну сім'ю — 127 208 доларів (медіана — 113 141). Медіана доходів становила 92 776 доларів для чоловіків та 59 722 долари для жінок. За межею бідності перебувало 2,0 % осіб, у тому числі 2,1 % дітей у віці до 18 років та 5,2 % осіб у віці 65 років та старших.
Цивільне працевлаштоване населення становило 11 586 осіб. Основні галузі зайнятості: науковці, спеціалісти, менеджери — 40,0 %, освіта, охорона здоров'я та соціальна допомога — 13,2 %, фінанси, страхування та нерухомість — 10,1 %, публічна адміністрація — 8,1 %.